# Nanoelec
Nanoelec est un institut de recherche technologique sur les nanotechnologies situé à Grenoble.

## Présentation
La recherche concerne principalement les technologies d'intégration tridimensionelle des circuits intégrés, ainsi que la photonique sur silicium.
L'institut est un consortium de 21 membres des secteurs privé et public. Ceux-ci collaborent sur des programmes multipartenaires de R&D, de diffusion technologique et de formation pour aider les entreprises à croître, dans les domaines de la transition numérique, de la transition énergétique et des systèmes connectés sécurisés. 

## Historique
Nanoelec a démarré le 11 avril 2012 avec la signature de la convention entre l’État et le CEA Grenoble qui est le porteur de cet institut via le Laboratoire d'électronique et de technologie de l'information. Composé à l'origine de 17 partenaires économiques et de huit partenaires institutionnels locaux, l'institut constitue un consortium de 21 partenaires en 2020.
Il fait partie des six premiers lauréats de l'appel à projets du Grand emprunt du 10 mai 2011 sélectionnés par le gouvernement français. Adossé au pôle de compétitivité Minalogic, l'institut Nanoelec bénéficie d’un financement de l’État au titre du programme d'investissements d'avenir et a été le premier institut à se mettre en place.
Il fait partie des 16 instituts de recherche technologique (IRT) et pour la transition énergétique (ITE) mis en place par le gouvernement français et financés par le PIA pour fédérer les laboratoires académiques et industriels de R&D et d’innovation.

## Objectifs
Son objectif est de favoriser les liens entre les laboratoires publics et les industriels. Pour cela, Nanoelec met en œuvre un programme spécifique à destination des petites et moyennes entreprises afin de faciliter l'intégration dans leurs produits des avancées offertes par les technologies numériques. Depuis 2012, 238 partenaires associés, dont 184 PME et 17 entreprises étrangères, ont réalisé des projets avec l’IRT. 